# Saussignac
Saussignac település Franciaországban, Dordogne megyében. Lakosainak száma 412 fő (2022. január 1.). Saussignac Gardonne, Gageac-et-Rouillac, Monestier és Razac-de-Saussignac községekkel határos.

## Népesség
A település népessége az elmúlt években az alábbi módon változott:
| Lakosok száma | 476  | 399  | 378  | 409  | 429  | 430  | 428  | 426  | 423  | 412  |
|               | 1968 | 1982 | 1990 | 2006 | 2013 | 2015 | 2017 | 2019 | 2020 | 2022 |